# CA San Martín (San Juan)
Club Atlético San Martín, beter bekend San Martín de San Juan, is een Argentijnse voetbalclub uit San Juan.
De club werd in 1907 opgericht en speelde in 1970 voor het eerst op het hoogste niveau. In 2011 promoveerde de club naar de Primera División na play-offwedstrijden tegen Club de Gimnasia y Esgrima de La Plata. In 2013 degradeerde de club.